# أماديو الأول

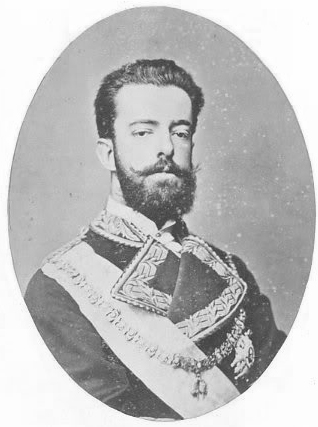
أماديو الأول

أماديو الأول (Amadeo I؛ تورينو، 30 مايو 1845 - تورينو، 18 يناير 1890) الملك الإسباني الوحيد من عائلة سفويا. وهو النجل الثاني لفيتوريو إمانويلي الثاني ملك إيطاليا، عـُرف معظم حياته بدوق أوستا، ولكن حكم لفترة وجيزة إسبانيا من عام 1870 حتى 1873.
مـُنح لقب دوق أوستا الوراثي في سنة ولادته، أسس فرع أوستا من عائلة سفويا الملكية في إيطاليا، وهو صغير في النسب الأبوي إلى الفرع المنحدر من الملك هومبرت الأول الذي حكم حتى عام 1946، ولكنه كبير إلى فرع دوقات جنوى.

## حياته الباكرة وزواجه الأول
وُلد الأمير أماديو لأسرة سافوي في تورينو (كانت آنذاك جزءًا من مملكة ساردينيا). كان الابن الثاني للملك فيتوريو إيمانويلي الثاني (ملك بيدمونت وسافوي وساردينيا ولاحقًا الملك الأول لإيطاليا) وأرشيدوقة النمسا أديلايد. لُقّب بدوق أوستا منذ ولادته.
بعد انضمامه إلى الجيش كنقيب في عام 1859، شارك في حرب الاستقلال الإيطالية الثالثة في عام 1866 برتبة لواء، وقاد لواءه في معركة كوستوزا وأصيب في مونتي توري. بعد زواجه في عام 1868، عُيّن نائب أميرال في البحرية الإيطالية، غير أن هذا المنصب أُلغي مع اعتلائه العرش الإسباني.
في عام 1867 استسلم والده لمناشدات النائب البرلماني فرانسيسكو كاسينس، وفي 30 مايو من ذلك العام تزوج أماديو الدونا ماريا فيتوريا دال بوزو. اعترض الملك بداية الأمر على الزواج على أساس أنها لم تكن من عائلة مرموقة، وكذلك لأنه كان يأمل بأن يتزوج ابنه أميرةً ألمانية. على الرغم من لقبها الأميري، لم تكن دونا ماريا فيتوريا من مولد ملكي، بل كانت تنتمي إلى طبقة النبلاء في بيدمونت. ومع ذلك، كانت الوريث الوحيد لثروة والدها الضخمة والتي ورثها دوقات أوستا اللاحقون، وبذلك حصلوا على ثروة مستقلة عن ميراث ومخصصات سلالتهم من ملوك إيطاليا. أُفسد يوم زفاف الأمير أماديو ودونا ماريا بوفاة مدير محطة السكك الحديدية الذي سُحق تحت عجلات قطار شهر العسل.
في مارس 1870، ناشدت ماريا فيتوريا الملك بأن يحتج على الخيانة الزوجية التي ارتكبها زوجها والتي سببت لها الأذى والإحراج. غير أن الملك كتب ردًا على ذلك أنه، في حين أنه كان يتفهم مشاعرها، لا يعتبرها تمتلك الحق في إملاء سلوك زوجها وأن غيرتها كانت غير لائقة.

## ملك إسبانيا
بعد أن خلعت الثورة الإسبانية الملكة إيزابيلا الثانية، قرر الكورتيس الجديد إعادة تنصيب الملكية تحت حكم سلالة جديدة. انتُخب دوق أوستا (سليل ملك إسبانيا فيليب الثاني من ابنته كاثرين ميشيل وابنها توماس فرانسيس، أمير كارينيانو) ملكًا باسم أماديو الأول في 16 نوفمبر 1870. وأقسم بالحفاظ على الدستور في مدريد في 2 يناير 1871.
تزامن انتخاب الملك الجديد مع اغتيال الجنرال خوان بريم، مؤيده الرئيسي. بعد ذلك، ترتّب على أماديو أن يتعامل مع المواقف الصعبة والسياسات الإسبانية غير المستقرة والمؤامرات الجمهورية وانتفاضات الكارليين والانفصالية في كوبا والنزاعات ضمن الأحزاب الواحدة والحكومات قصيرة الأجل ومحاولات الاغتيال.
استطاع أماديو الاعتماد على دعم الحزب التقدمي فقط الذي كان قادته يقايضون في الحكومة بفضل الأغلبية البرلمانية والاحتيال الانتخابي. انقسم التقدميون إلى ملكيين ودستوريين، الأمر الذي زاد من سوء حالة عدم الاستقرار، وفي عام 1872 وصل تفجر عنيف لصراع بين الأحزاب إلى ذروته. كانت هناك انتفاضة كارلية في إقليمي الباسك وكاتالونيا، وبعد ذلك اندلعت انتفاضات جمهورية في كافة مدن البلاد. أعلن سلاح المدفعية في الجيش إضرابه وأمرت الحكومة الملك بتأديبهم.
على الرغم من تحذيره من مؤامرة تستهدف حياته في 18 أغسطس 1872، رفض الملك اتخاذ الاحتياطات، وبينما كان في طريق العودة من بوين ريتيرو بارك إلى مدريد برفقة الملكة أطلقت عليه النيران بشكل متكرر في فيا أفينال. أصيبت العربة الملكية بعدة رصاصات من مسدس ريفولفر وبندقية وجرحت الخيول، إلا أن الركاب نجوا من الإصابة بأي أذى. تلت ذلك فترة من الهدوء.
مع إمكانية الحكم دون دعم شعبي، أصدر أماديو أمرًا ضد سلاح المدفعية ثم تنازل فورًا عن العرش الإسباني في 11 فبراير 1873.